# Greenmaniella
Greenmaniella es un género monotípico  de arbusto perennifolio de la familia de las Asteraceae. Su única especie,  Greenmaniella resinosa, es originaria de México.

## Taxonomía
Greenmaniella resinosa fue descrita por (S.Watson) W.M.Sharp y publicado en Annals of the Missouri Botanical Garden 22(1): 141. 1935.
Sinonimia
- Zaluzania resinosa S.Watson basónimo [3]